# Ulver
Ulver (lobos, em norueguês) é uma banda norueguesa surgida em 1993 que transitou inicialmente pelo black metal e folk metal, tendo mudado drasticamente sua sonoridade com o passar dos anos, seguindo atualmente uma linha mais experimental com fortes influências de música ambiente e música de vanguarda.  

## Biografia

### 1993-1995
Formado em 1993 pelo vocalista Garm, o Ulver lançou no seu primeiro ano duas demos e em 1994 um split com o Mysticum. Para a demo Vargnatt, a banda contou com Exurtum na bateria, os guitarristas A. Reza e Grellmund e o baixista Mean.
Após a saída de quase todos os membros, a nova formação que contava com Garm nos vocais, AiwarikiaR na bateria, Aismal na guitarra e Skoll no baixo, começou a gravar seu primeiro álbum de estúdio, Bergtatt - Et Eeventyr i 5 Capitler.
Bergtatt - Et Eeventyr i 5 Capitler é um álbum de Black Metal com temas folclóricos, guitarra, vocais guturais e passagens melódicas acústicas com histórias de fantasia. O título Bergatt significa adotado pelas montanhas no folclore norueguês e se refere as pessoas que ao vagar pelas montanhas são atraídas pelos trolls e outras criaturas místicas. As letras do álbum são sobre uma jovem mulher sequestrada pelas montanhas. O sub-título significa um conto de 5 capítulos. Bergtatt - Et Eeventyr i 5 Capitler conta com uma melancólica canção completamente acústica chamada Een stemme locker.

### 1996-1997
Em 1996 a banda lançou Kveldssanger, seu segundo álbum de estúdio. O novo lançamento foi completamente diferente do anterior, utilizando violões, violoncelo e outros elementos mais clássicos, abandonando completamente os elementos de metal de Bergtatt - Et Eeventyr i 5 Capitler. Garm disse que o álbum foi uma tentativa imatura de fazer um álbum clássico, mas que o conteúdo é forte devido a juventude dos envolvidos.
Em 1997 a gravadora Century Media oferece uma boa quantia de dinheiro para a gravação de um novo álbum. Nattens Madrigal - Aatte Hymne til Ulven i Manden traz um Black Metal mais cru que o de Bergtatt - Et Eeventyr i 5 Capitler, contendo apenas um breve interlúdio acústico na primeira música. A produção foi intencionalmente de baixa qualidade, se assemelhando ao álbum do Darkthrone, Transilvanian Hunger, com guitarras zumbindo e bateria abafada. Existem uma série de rumores que cercam a gravação desse álbum, que supostamente usou um gravador cassete de 4 pistas e foi gravado em uma floresta norueguesa. Sobre o destino do dinheiro da Century Media, a banda gastou com ternos Armani, cortes de cabelo, cocaína, cerveja e até mesmo um carro novo. Quando questionado sobre esse assunto, Garm apenas afirmou que a banda tem gostos caros.

### O álbum de Blake
Themes from William Blake's The Marriage of Heaven and Hell, lançado em 1998, foi diferente de tudo que o Ulver havia produzido até então. Com Tore Ylwizaker, um novo compositor e engenheiro de som, somado a expansão artística de Garm, a banda ultrapassou os limites da estética Black Metal, criando uma obra que desafia o gênero. Nesse álbum, o Ulver mistura Música eletrônica, Música Industrial, Metal Progressivo e Rock Avant-Garde, acrescentando passagens de Música Ambiente. Liricamente, o álbum incorpora integralmente o texto do poema The Marriage of Heaven and Hell de William Blake.
Apesar da confusão criada em muitos fãs dos três primeiros álbuns, Themes from William Blake's The Marriage of Heaven and Hell recebeu muitos elogios de críticos tanto dentro do Rock e Heavy Metal quanto de Música Alternativa. Ele foi eleito como o álbum do mês em várias revistas, como Terrorizer, Metal Hammer e Rock Hard.

### A Metamorfose
Em 1999. a banda declarou: 
| “ | O Ulver não é, obviamente, uma banda de Black Metal nem queremos ser estigmatizados como tal. Reconhecemos a relação da parte I e II da trilogia (Bergtatt - Et Eeventyr i 5 Capitler e Nattens Madrigal - Aatte Hymne til Ulven i Manden) com essa cultura, mas o estresse desses esforços foram escritos como degraus em vez de conclusões. Estamos orgulhoso de nossos instintos antigos, mas desejam comparar nossa ligação com o gênero como a serpente com Eva. Um incentivo apenas para continuar a brincadeira. Se isso te desanima completamente, por favor, tenha a cortesia de se abster de expressar observações superficiais em relação a nossa música e/ou pessoas. Nós somos tão desconhecidos para você como sempre fomos. | ” |

Os lançamentos seguintes, o EP Metamorphosis e o álbum de estúdio Perdition City, foram ainda mais experimentais e pensativos que Themes from William Blake's The Marriage of Heaven and Hell. A banda abandonou completamente o Rock e o Heavy Metal, criando um estilo mais etéreo , muito parecido com o Coil. O uso de programações e sons atmosféricos é dominante, ao contrário dos álbuns anteriores.

### "Teachings in Silence" e trilhas sonoras
Na sequência, o Ulver produziu dois EPs minimalistas/ambiente/glitch, Silence Teaches You How to Sing, Silencing the Singing. Estes dois trabalhos apresentam melodias minimalistas e com frequência tem uns sutis, estranhos e pouco naturais ruídos dentro da estrutura das músicas. Devido a sua raridade individual, mais tarde foram reunidos como Teachings in Silence. Este álbum foi indicado ao prêmio Spellemann na categoria Melhor álbum de Música Eletrônica. 
Tendo provado a sua competência em fazer música atmosférica, a banda foi contratada para fazer as músicas para os filmes Lyckantropen, de 2002, Svidd Neger, de 2003 e Uno, de 2004.

### Segunda década
A partir de 2003, o Ulver começa a compor músicas com um estilo mais sinfônico. A banda lançou o EP A Quick Fix of Melancholy, que manteve o minimalismo presente nos álbuns anteriores, adicionando elementos mais dramáticos e sinfônicos, com vocais operísticos e instrumentos de corda.
Em Julho de 2004, a banda gravou seu sexto álbum, Blood Inside, que só foi lançado em 2005. O álbum trouxe de volta instrumentos mais tradicionais do Rock como guitarra e bateria, combinado a instrumentos clássicos e eletrônicos.
O sétimo álbum da banda, Shadows of the Sun, foi lançado em 1 de Outubro de 2007. Garm o descreveu como nosso disco mais pessoal até agora
Em 2009, através de seu site oficial, a banda anuncia a entrada de mais um membro, Daniel O'Sullivan, um compositor e multi-instrumentista britânico. Com essa nova formação, um novo álbum contendo covers de músicas psicodélicas dos anos 60 foi gravado, mas permanece inédito.
Em 24 de Novembro de 2010, a banda postou em seu site oficial uma nota que dizia:
| “ | 2011 é o futuro, Critical Geography, o novo álbum do Ulver. A antologica apresentação que estamos escondendo desde Lillehammer é a história depois de Varsóvia | ” |

No entanto, em 12 de Fevereiro de  2011, a banda apresentou a música February Mix em seu Facebook, do agora re-intitulado álbum War of the Roses.
Em 2012 a banda lançou mais dois novos álbuns, o primeiro foi o EP Roadburn em Abril e em Maio foi lançado Childhood's End, contendo covers de bandas da década de 1960.

## Formação
| - Kristoffer "Garm" Rygg - vocais (1993-hoje), programação (2000-hoje) - Tore Ylwizaker - programação (1998-hoje) - Jørn H. Sværen - bateria (2000-hoje) - Daniel O'Sullivan - guitarra, baixo, teclado (2009-hoje) - Lars Pedersen - bateria e percussão (2009-hoje) - Ole Aleksander Halstensgård - eletrônicos (2009-hoje) - Pamelia Kurstin - teremim (2009-hoje) | - Steinar Sverd Johnsen - piano - Robin "Mean" Malmberg - baixo (1993) - Czral - bateria (1993) - Grellmund - guitarra (1993) - A. Reza - guitarra (1993) - Thorbjørn "Aismal" Pedersen - guitarra, teclados (1994-1997) - Håvard Jørgensen - guitarra, teclados (1993-1998) - AiwarikiaR - bateria, flauta (1994-1998) - Hugh Stephen James Mingay - baixo (1994-1998) - Knut Magne Valle - guitarra (1998) |

## Discografia
Álbuns de estúdio
- 1995 - Bergtatt - Et Eeventyr i 5 Capitler
- 1996 - Kveldssanger
- 1997 - Nattens Madrigal - Aatte Hymne til Ulven i Manden
- 1998 - Themes from William Blake's The Marriage of Heaven and Hell
- 2000 - Perdition City
- 2002 - Lyckantropen Themes
- 2003 - Svidd Neger
- 2005 - Blood Inside
- 2007 - Shadows of the Sun
- 2011 - Wars of the Roses
- 2012 - Childhood's End
- 2013 - Messe I.X - VI.X
- 2016 - ATGCLVLSSCAP
- 2017 - The Assassination of Julius Caesar
- 2019 - Drone Activity
- 2020 - Flowers Of Evil
- 2021 - Scary Muzak
- 2024 - Liminal Animals

EPs
- 1999 - Metamorphosis
- 2001 - Silence Teaches You How to Sing
- 2001 - Silencing the Singing
- 2003 - A Quick Fix of Melancholy
- 2012 - Roadburn

Coletâneas
- 1997 - The Trilogie - Three Journeyes through the Norwegian Netherworlde (Box)
- 2003 - Teachings In Silence
- 2003 - 1993-2003: 1st Decade in the Machines
- 2012 - Oddities and Rarities #1